# Reginelloides stolonifera
Reginelloides stolonifera är en mossdjursart som först beskrevs av Gordon 1984.  Reginelloides stolonifera ingår i släktet Reginelloides och familjen Cribrilinidae. Inga underarter finns listade i Catalogue of Life.